# Tetsuya Shibata
Tetsuya Shibata (柴田徹也,?, Shibata Tetsuya; Prefettura di Osaka, 24 ottobre 1973) è un compositore giapponese.

## Biografia
È figlio di una cantante e un'insegnante di musica. Shibata ha iniziato a suonare il pianoforte classico in tenera età, durante le scuole medie e superiori ha imparato a suonare la chitarra, il basso e la batteria.
Shibata ha conseguito la laurea in legge presso l'Università di Kansai nel 1996. Durante l'università, ha studiato molto i generi classico, rock e jazz al di fuori della sua specializzazione. Alla fine ha comprato un sintetizzatore per comporre la propria musica.
Dopo l'università interessato a intraprendere una carriera in campo musicale, Shibata ha iniziato a fare domanda per lavori di composizione musicale.
Shibata entrò a far parte della Sound Management Section di Capcom nel 1997, dove assunse vari ruoli come manager, direttore, produttore e compositore per oltre venti giochi diversi nell'arco di dodici anni.
I suoi primi lavori furono molti giochi di combattimento come le serie Darkstalkers e Power Stone. Tra gli altri titoli, Shibata, insieme a Mitsuhiko Takano e all'assiduo collaboratore Masato Kouda, creò la colonna sonora del primo gioco della serie di successo Monster Hunter di Capcom.
È sposato con Yoshino Aoki, un'altra compositrice di musica per videogiochi.

## Stile e influenze musicali
Shibata elenca le influenze musicali di molti generi diversi prima di entrare in Capcom. Da bambino è stato esposto agli stili classici di Frédéric Chopin e Franz Schubert. Successivamente, alle scuole medie ha iniziato a ascoltare i gruppi britpop Kajagoogoo e Boy George, alle superiori si è interessato a gruppi rock come Aerosmith, Guns N' Roses e Led Zeppelin, all'università ha iniziato ad ascoltare gli stili jazz di Oscar Peterson, Makoto Ozone, Chick Corea e Baptiste Trotignon.

## Discografia
- Darkstalkers
- Street Fighter Alpha 3
- Plasma Sword
- Power Stone
- Marvel vs. Capcom 2: New Age of Heroes
- Power Stone 2
- Auto Modellista
- Devil May Cry 2
- Resident Evil Outbreak
- Monster Hunter
- Devil May Cry 3: Dante's Awakening
- Dead Rising
- Monster Hunter Freedom 2
- Devil May Cry 4
- Monster Hunter Freedom Unite
- Half-Minute Hero
- Resident Evil 5
- Monster Hunter Tri
- Super Smash Bros. for Nintendo 3DS e Wii U
- Final Fantasy XV
- Super Smash Bros. Ultimate
- Gungrave G.O.R.E
- Resident Evil 4